# Quelqu'un d'extraordinaire
Pour plus de détails, voir Fiche technique et Distribution.
Quelqu'un d'extraordinaire est un court métrage québécois écrit et réalisé par Monia Chokri, sorti en 2013.

## Synopsis
Sarah, 30 ans, belle et intelligente, a tout pour réussir. Mais son anxiété et sa peur de ne pas être exceptionnelle la poussent à l'inertie. Un matin de janvier, après un énorme blackout, elle se réveille dans une maison de banlieue inconnue. De cet incident naîtra l'envie de se reconstruire. Pour y arriver, elle devra détruire tout ce qui l'entoure, en commençant par ses copines.

## Fiche technique
- Titre : Quelqu'un d'extraordinaire
- Réalisation : Monia Chokri
- Scénario : Monia Chokri
- Production : Nancy Grant
- Direction photo : Josée Deshaies
- Montage : Xavier Dolan
- Conception sonore : Sylvain Bellemare
- Direction artistique : Éric Barbeau
- Costumes : Olivia Leblanc
- Maquillage/Coiffure : Maïna Militza
- Musique originale : Frédéric Lambert et Clara Furey
- Société de production : Metafilms
- Pays d'origine : Canada
- Langues originales : français,
- Format : couleur, S16mm, 1.66:1
- Dates de sortie :
  -  États-Unis : 12 mars 2014

## Distribution
- Magalie Lépine-Blondeau : Sarah
- Anne Dorval : Guylaine
- Sophie Cadieux : Catherine
- Evelyne Brochu : Amélie
- Émilie Bibeau : Justine
- Anne-Élisabeth Bossé : Ève
- Laurence Leboeuf : Céleste
- Émilie Gilbert : Simone
- Marilyn Castonguay : Fanny
- Anne-Marie Cadieux : Narratrice

## Récompenses
- Jutra du Meilleur court métrage, Québec, 2014
- Grand prix national et le prix du public Regard sur le court métrage au Saguenay, Québec, 2014
- Staff Price, 18th Milano Film Festival, Milano, Italia, 2013
- Prix du meilleur court métrage, 27e Festival International du Cinéma Francophone en Acadie, Moncton, Nouveau Brunswick, 2013
- Promotional Prize International Competition, International Short Film Festival Winterthur, Suisse, 2013
- Prix du meilleur court international, Jury Jeunesse, 66e Festival del film Locarno, Suisse, 2013
- Prix du meilleur court métrage Focus Québec/Canada, Festival du Nouveau Cinéma, Québec, 2013

## Festivals
- 18th Milano Film Festival, Milano, Italia, 2013
- 18e Regard sur le court métrage du Saguenay, Chicoutimi, Québec, 2014
- 32e Rendez-vous du Cinéma Québécois, Montréal, Québec, 2014
- 18th Tampere Film Festival, Finland, 2014
- 27th Southwest Music Conference and Festival, Austin, Texas, 2014
- 17th International Short Film Festival Winterthur, Sweden, 2013
- 15th MECAL, International Short Film and Animation Festival of Barcelona, Spain, 2013
- 24th Stockholm Film Festival, Stockholm, Sweden, 2013
- 28e Festival International du Film Francophone de Namur, Belgique, 2013
- 27e Festival International du Cinéma Francophone en Acadie, Moncton, Nouveau Brunswick, 2013
- 42e Festival du Nouveau Cinéma, Montréal, Québec, 2013
- 37th Toronto International Film Festival, Toronto, Canada, 2013
- 18th Milano Film Festival, Milano, Italia, 2013
- 66e Festival del film Locarno, Locarno, Suisse, 2013